# Roggliswil
Roggliswil ist eine politische Gemeinde im Wahlkreis Willisau des Kantons Luzern in der Schweiz.

## Geographie
Die Gemeinde liegt im Nordwesten des Kantons Luzern und ist hufeisenförmig, im Westen, Norden und Osten, von der Gemeinde Pfaffnau umschlossen. Der ganze Ort liegt in einem hügeligen Gebiet. Roggliswil-Dorf, der Ortsteil Niederwil (539 m ü. M.) nordöstlich und der Weiler Netzelen (588 m ü. M.) südwestlich sind mittlerweile zusammengewachsen. Westlich von Roggliswil-Dorf und Netzelen liegt der Bannwald (636 m ü. M.) – in südlicher Richtung der Eglermooswald und im Osten der Hornwald. Der Steinbach (Stempech), der bei Erpolingen (Gemeinde Grossdietwil) entspringt, fliesst in nordwestlicher Richtung und bildet einen Teil der Südgrenze der Gemeinde. Die Pfaffnern, die südöstlich des Dorfs entspringt, fliesst östlich an Roggliswil-Dorf und Niederwil vorbei nordwärts Richtung Pfaffnau.
Vom gesamten Gemeindeareal von 622 ha werden zwei Drittel (65,3 %) landwirtschaftlich genutzt; 27,3 % sind von Wald und Gehölz bedeckt und 7,1 % Siedlungsfläche (Stand 2015/16).
Roggliswil grenzt an Altbüron, Grossdietwil und Pfaffnau.

## Bevölkerung
| Bevölkerungsentwicklung | Bevölkerungsentwicklung |
| Jahr                    | Einwohner               |
| ----------------------- | ----------------------- |
| 1798                    | 523                     |
| 1850                    | 879                     |
| 1910                    | 516                     |
| 1920                    | 518                     |
| 1950                    | 609                     |
| 1960                    | 539                     |
| 1980                    | 554                     |
| 1990                    | 553                     |
| 2000                    | 648                     |
| 2010                    | 630                     |
| 2020                    | 723                     |
| 2022                    | 768                     |

Von 1798 bis 1850 wuchs die Einwohnerzahl markant an (1798–1850: + 68,1 %). Anschliessend setzte bis 1910 eine massive Abwanderung ein (1850–1910: - 41,3 %). Das Jahr 1910 verzeichnete den tiefsten Bevölkerungsstand der modernen Zeit. Nach einem Jahrzehnt Stagnation wuchs die Bevölkerung daraufhin bis ins Jahr 1950. Nach einer zweiten Abwanderungswelle in den 1950er-Jahren stabilisierte sich die Einwohnerschaft bis ins Jahr 1990. In den 1990er-Jahren kam es zu einem starken Bevölkerungswachstum (1990–2000: + 17,2 %). Seither stagniert die Zahl der Einwohner.

### Sprachen
Die Bevölkerung benutzt als Alltagssprache eine hochalemannische Mundart. Bei der letzten Volkszählung im Jahr 2000 gaben 96,30 % Deutsch, 2,01 % Albanisch und 0,62 % Französisch als Hauptsprache an.

### Religionen – Konfessionen
Früher waren alle Bewohner Mitglied der Römisch-Katholischen Kirche. Durch Kirchenaustritte und Zuwanderung aus anderen Regionen der Schweiz und dem Ausland hat sich dies geändert. Heute (Stand 2000) sieht die religiöse Zusammensetzung der Bewohner wie folgt aus: Es gibt 83,02 % römisch-katholische und 8,49 % evangelisch-reformierte Christen. Daneben findet man 2,62 % Konfessionslose und 2,16 % Muslime.

### Herkunft – Nationalität
Ende 2022 waren von den 768 Einwohnern 724 Schweizer und 44 (= 5,7 %) Ausländer. Die Einwohnerschaft bestand aus 94,3 % Schweizer Staatsbürgern. Ende 2022 stammten die ausländischen Einwohner aus Deutschland (18 Personen), Portugal (3), Spanien (2) und Italien (1). 15 Personen stammten aus dem übrigen Europa, und 5 waren aussereuropäischer Herkunft.

## Geschichte

Luftbild (1953)

Im Jahr 1256 taucht Rocliswil in einer Schenkungsurkunde an das Kloster St. Urban erstmals auf. Ursprünglich den Grafen von Frohburg gehörend, besassen ab dem 13. Jahrhundert die Habsburger die Gemeinde und schlugen sie zur Grafschaft Willisau. In deren Namen übten die Herren von Roggliswil bis 1303 die Regentschaft aus. Diese verkauften ihren Besitz an die Herren von Büttikon. Im Jahr 1407 kaufte die Stadt Luzern die Grafschaft Willisau. Im Gegensatz zu den Nachbargemeinden wurde die Gemeinde der kleinen Landvogtei Wikon und nicht der Landvogtei Willisau zugeteilt. Sie blieb bis 1798 Teil dieser Vogtei. Dann gehörte sie bis 1803 zum Distrikt Altishofen und seither zum damals neu geschaffenen Amt Willisau.

## Politik

### Gemeinderat
Der Gemeinderat Roggliswil besteht aus drei Mitgliedern und ist wie folgt aufgestellt (Stand Februar 2024):
- Beat Steinmann (parteilos): Gemeindepräsident
- Brigitte Purtschert-Heller (parteilos): Sozialvorsteherin
- Marcel Beutler (SVP)

### Kantonsratswahlen
Bei den Kantonsratswahlen 2023 des Kantons Luzern betrugen die Wähleranteile in Roggliswil: Mitte (mit JMitte und Mitte60+) 35,75 %, SVP 26,83 %, FDP 24,19 %, SP 7,35 %, glp 3,18 % und Grüne 2,69 %.

### Nationalratswahlen
Bei den Schweizer Parlamentswahlen 2023 betrugen die Wähleranteile in Roggliswil: SVP 37,4 %, Mitte 30,3 %, FDP 18,5 %, SP 5,1 %, glp 3,1 %, Grüne 1,7 %, übrige 3,8 %.

## Verkehr
Roggliswil ist durch die Buslinie Reiden-Pfaffnau-St. Urban der Gesellschaft Limmat Bus an das Netz des öffentlichen Verkehrs angeschlossen. In Reiden gibt es eine Bahnstation an der Linie Luzern-Olten. Die Gemeinde liegt an der Strasse Reiden-Altbüron. Der nächstgelegene Autobahnanschluss ist der von Reiden an der A2 in 7 km Entfernung.

## Bilder

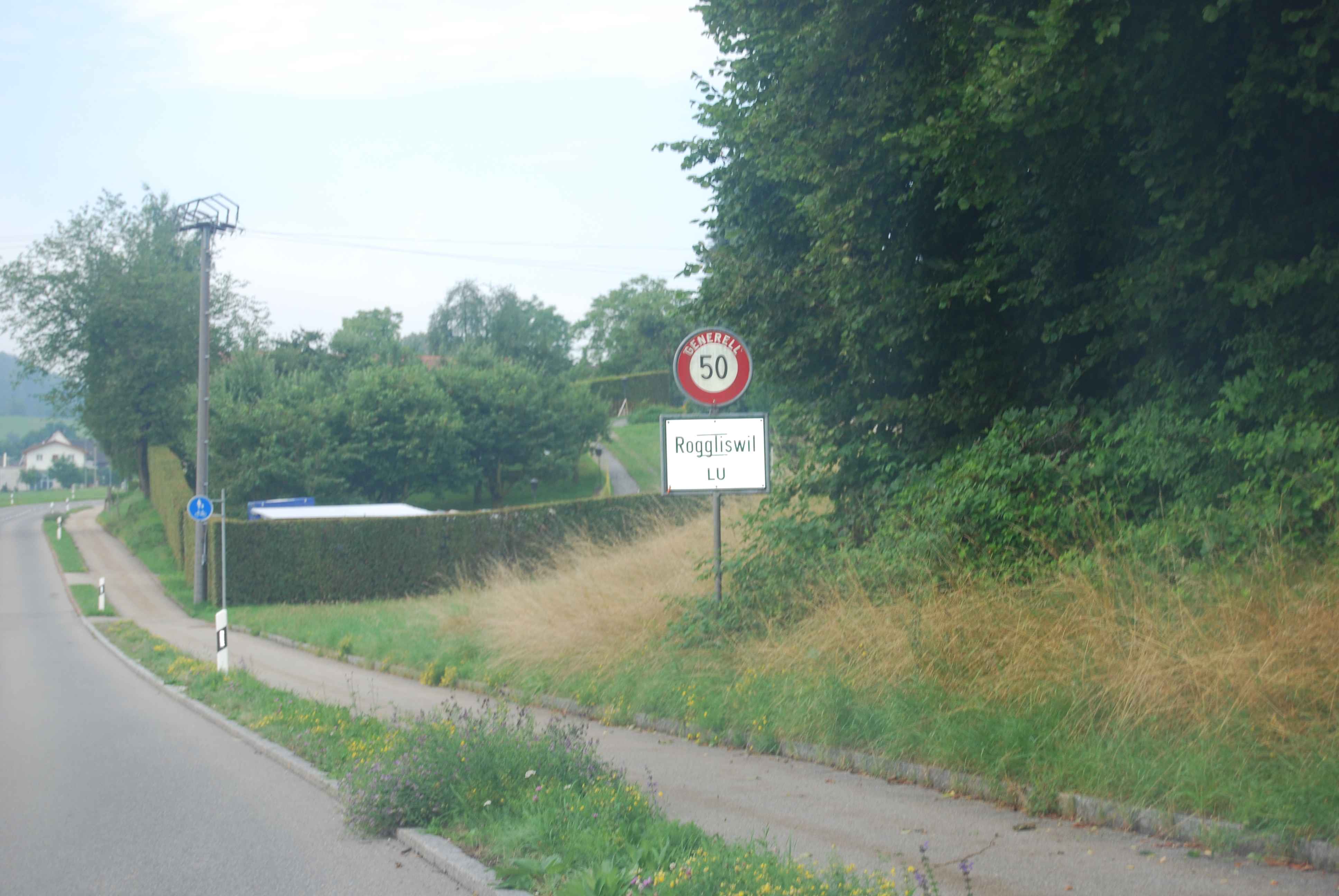
Dorfeingang
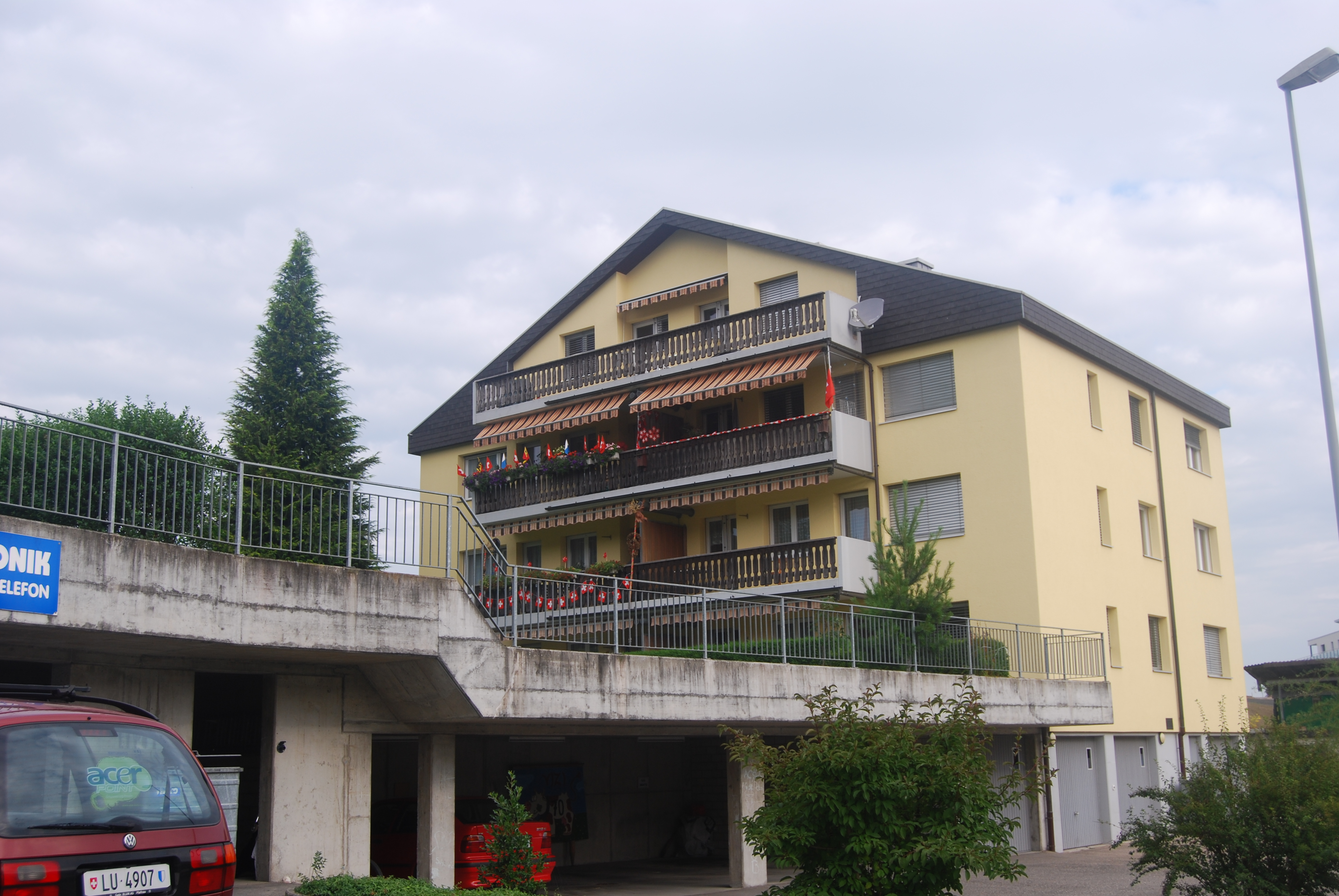
Wohnhaus in Roggliswil
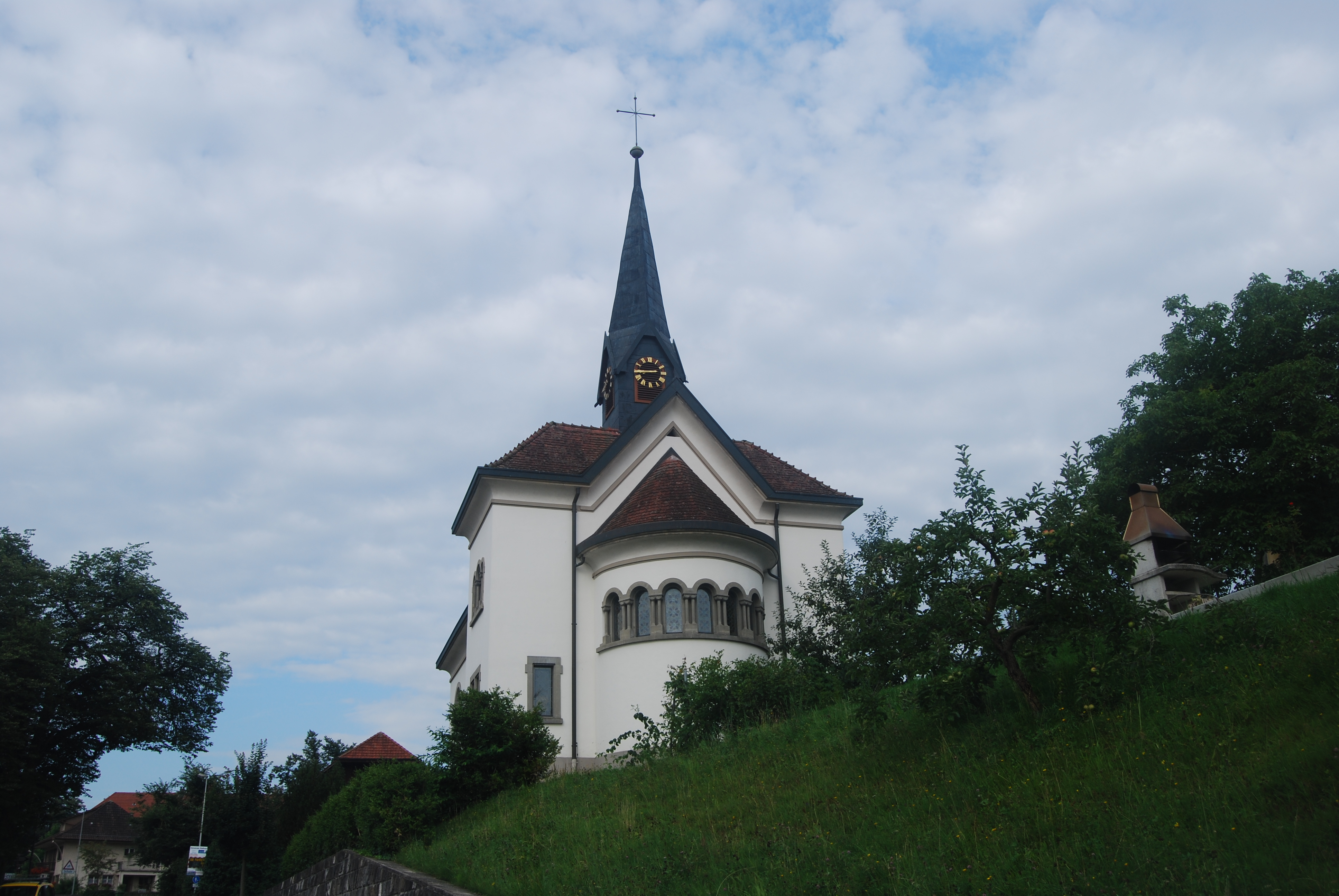
Kirche von Roggliswil